# Stationnement cyclable

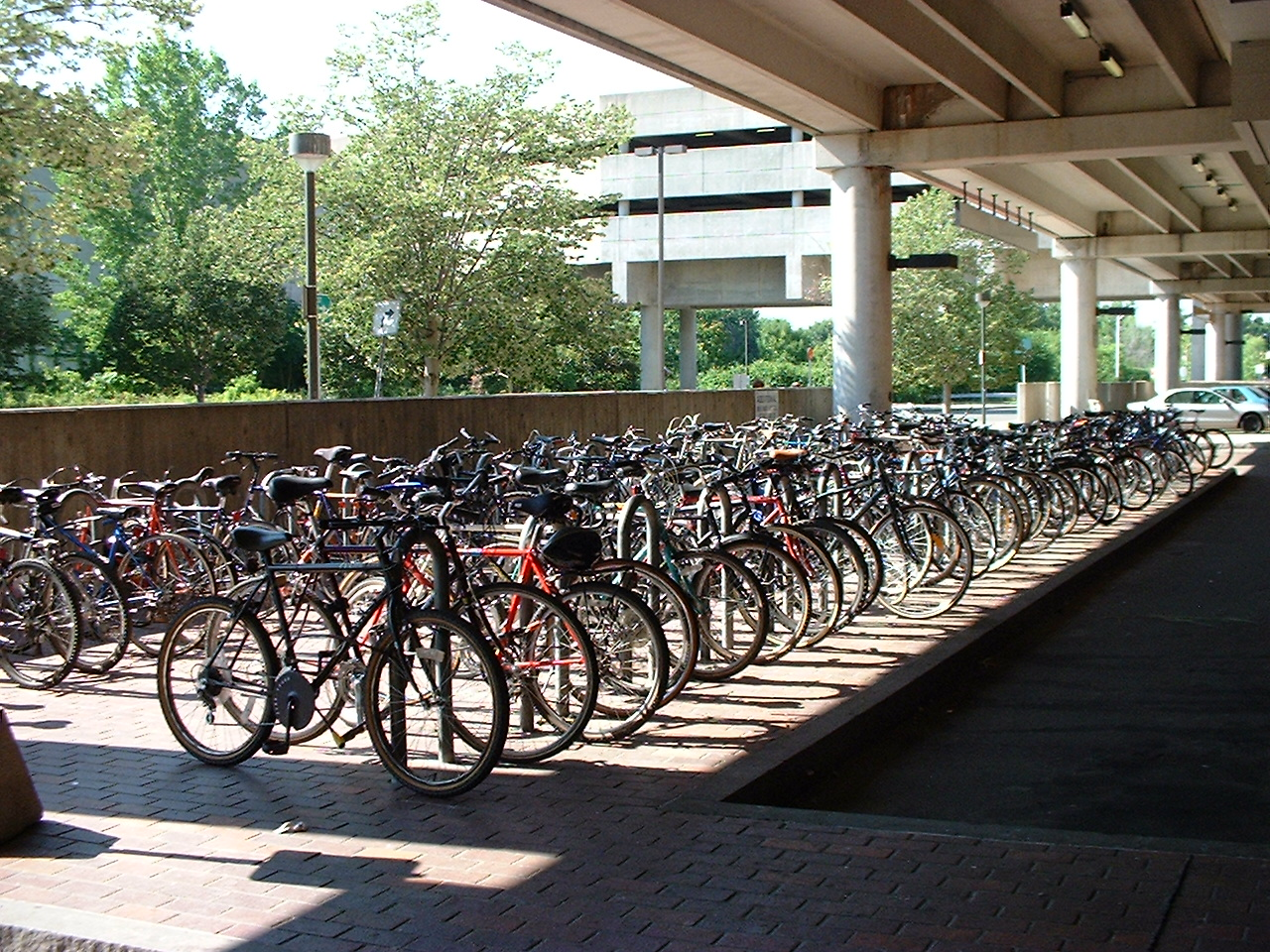
Un garage à vélo près d'une station du métro de Boston à Cambridge (Massachusetts) (2001).

Le stationnement cyclable est l'ensemble des infrastructures et des équipements permettant le stationnement d'une bicyclette. Il en existe divers types, du rangement organisé et sécurisé dans un bâtiment fermé et protégé à de simples arceaux à vélo dans l'espace public.

## Contexte et enjeux
Le stationnement cyclable est une partie importante de l'aménagement cyclable. La présence de stationnement sécurisé est l'un des facteurs les plus importants dans la décision d'utilisation de la bicyclette comme moyen de transport.
En Suisse, la loi autorise les vélos à stationner sur le trottoir, à condition de laisser 1,50 mètre de passage pour les piétons,. En Belgique, la loi est similaire. En France, les vélos doivent en priorité stationner aux emplacements qui leur sont spécifiquement dévolus, le stationnement sur le trottoir est cependant possible sous réserve de ne pas constituer un danger pour les autres usagers et de ne pas gêner la circulation. Cependant dans certaines villes des arrêtés interdisent le stationnement des vélos hors des emplacements spécifiques, par exemple à Maisons-Laffitte en 2016, Sceaux en 2019 ou Puteaux, et certaines initiatives privées visent également à limiter le stationnement des vélos, comme dans le centre-ville de Toulouse en 2019, où des « housses à barrières » sont installées par des commerçants. 

## Types de stationnement

### Pince-roues
Les dispositifs les plus sommaires sont les pince-roues, où on coince une des roues du vélo à stationner. Ils peuvent être de simples fentes dans le sol dans lesquelles on pose une roue, mais plus souvent le dispositif est en métal avec deux structures parallèles entre lesquelles on coince une des roues du vélo et auxquelles on peut attacher celle-ci.
Ce type de dispositif est peu onéreux et facile à installer, mais présente d'importants inconvénients : le vélo n'étant tenu que par une roue, il existe un risque important de voiler la jante en cas de chute surtout pour les vélos de route à roue fine. De plus, il n'est possible d'attacher que la roue avec un antivol recommandé de longueur standard et non le cadre, ce qui accroît le risque de vol. Pour ces raisons, beaucoup d'associations de cyclistes urbains militent pour l'abandon des pince-roues au profit de dispositifs plus fiables et sécurisés comme les arceaux.

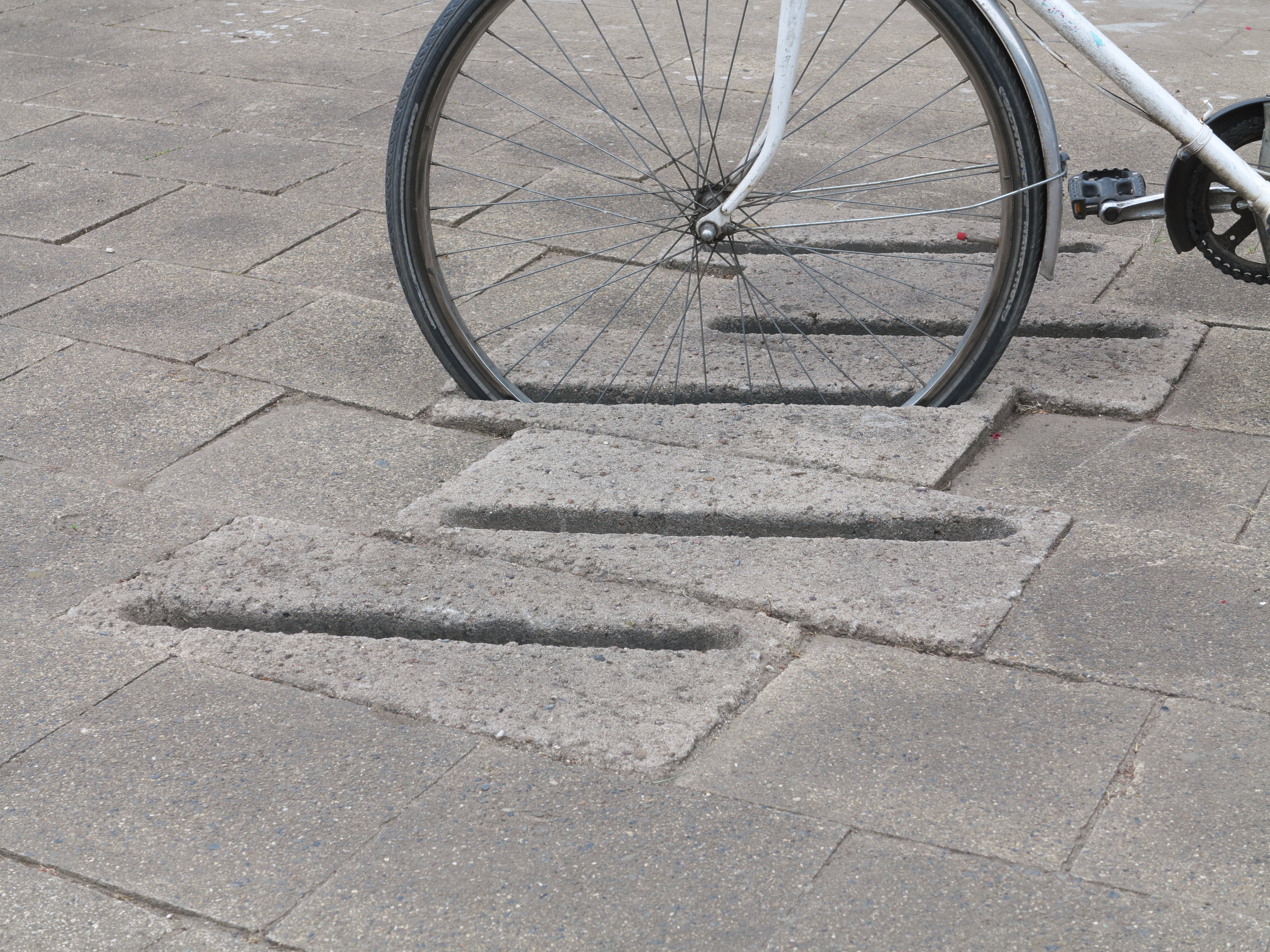
Pince-roues dans le sol à Brunswick, en Allemagne.
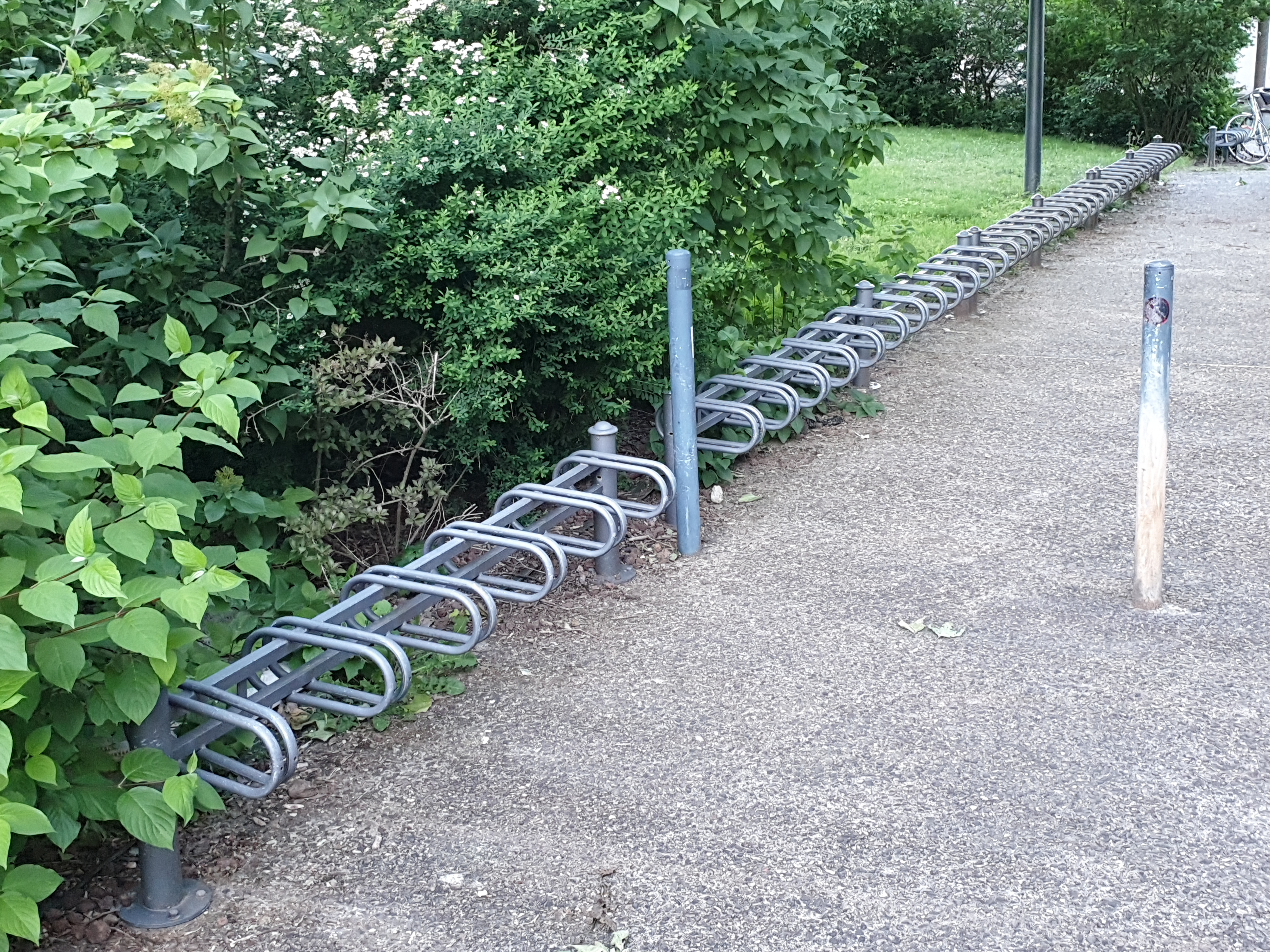
Pince-roues du pôle universitaire Lardy à Vichy.
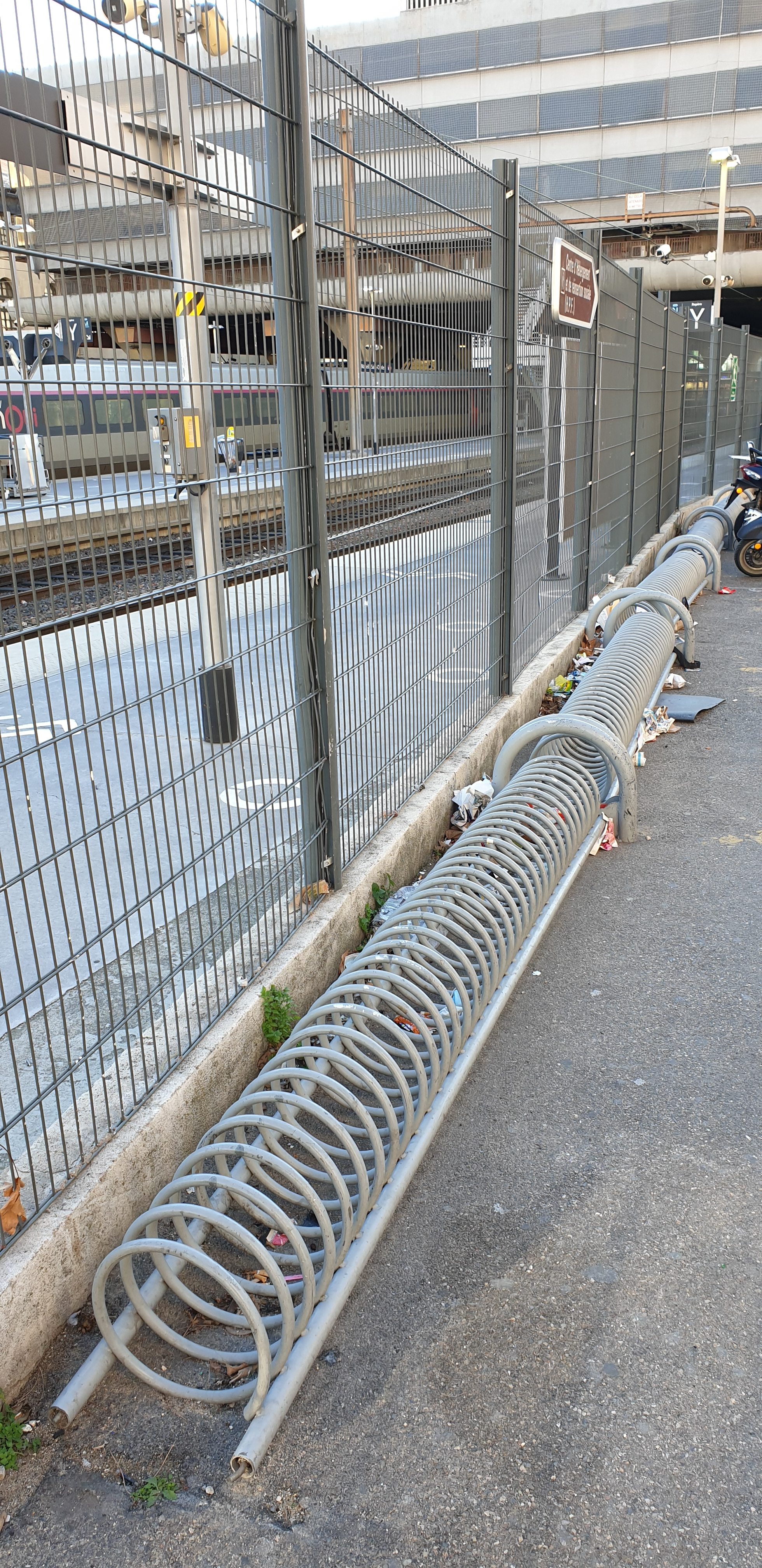
Pince-roues en spirale à la gare de Marseille-Saint-Charles.

### Arceaux
Le type le plus répandu de stationnement cyclable est l'arceau à vélo. Il est souvent en forme de U inversé, fiché dans le sol. L'arceau permet d'attacher facilement le cadre avec un antivol, ce qui permet un stationnement sécurisé. D'autres formes que le U existent, plus ou moins pratiques et originales.
Les arceaux à vélo peuvent être disposés individuellement ou par petits groupes dans l'espace public, ou bien être regroupés dans un espace dédié plus important. On parle alors de garage ou de parc à vélos, pouvant être couverts, sécurisés, ou même avec gardiennage.

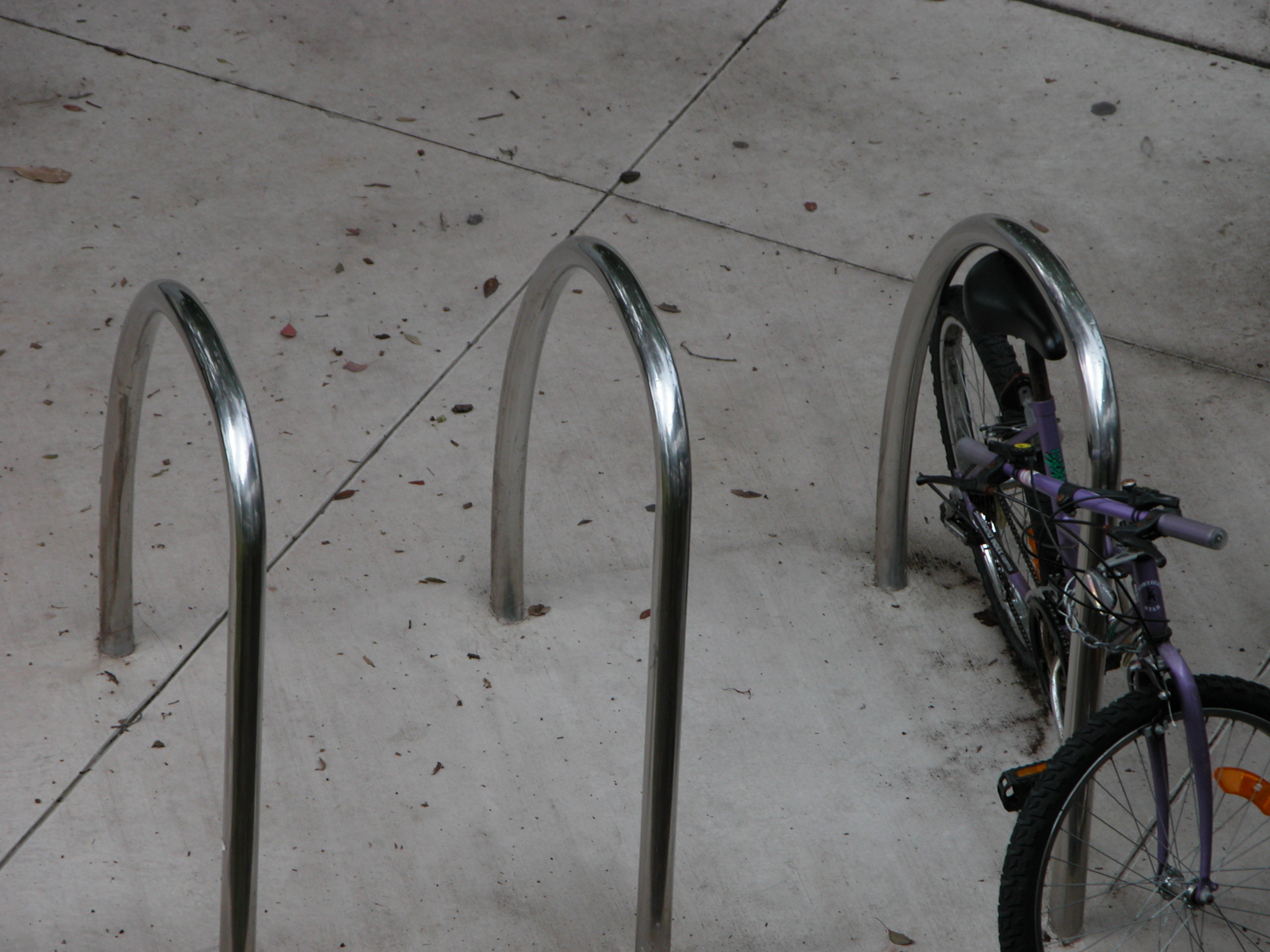
Exemple d'arceaux.
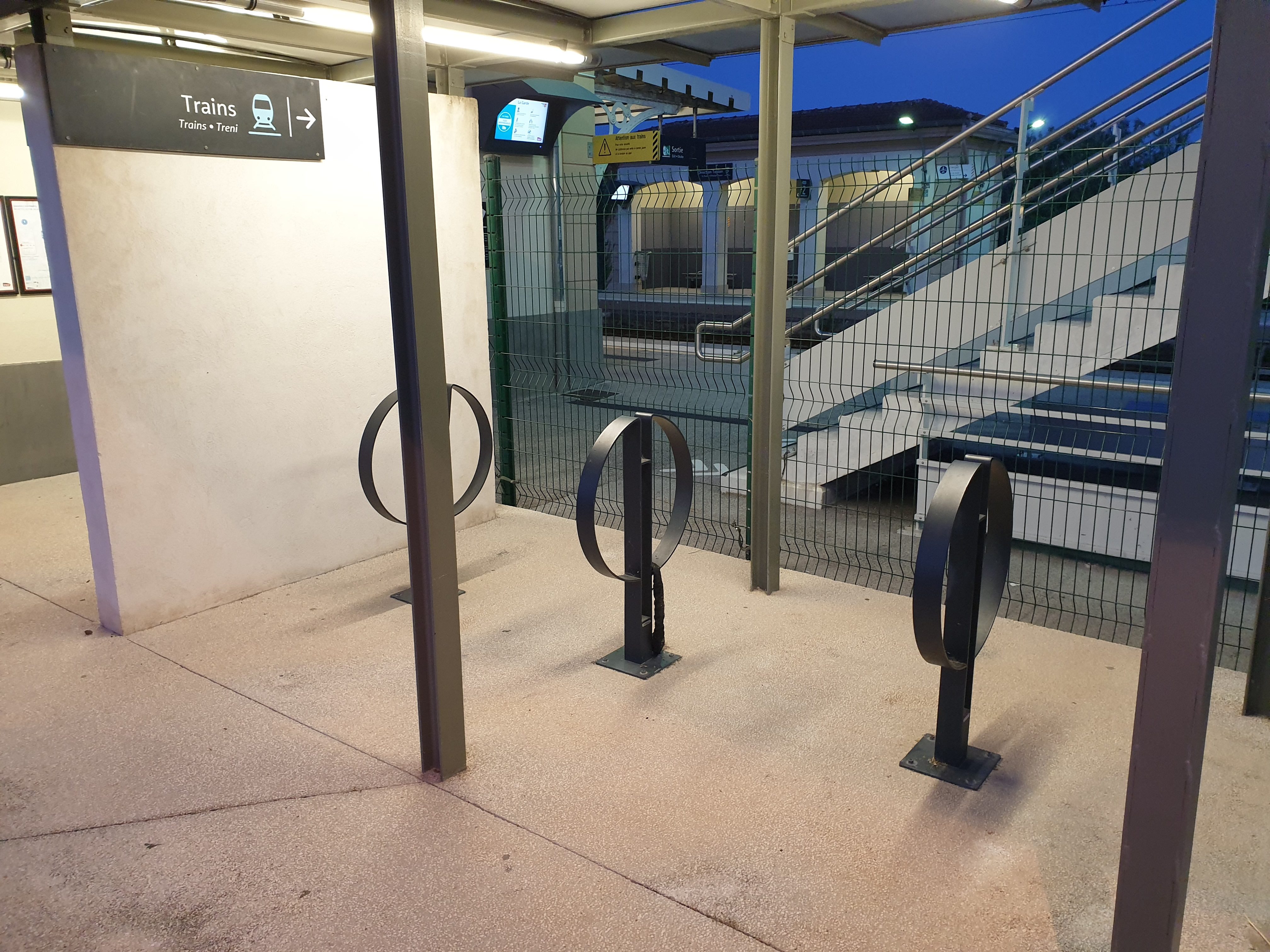
Arceaux à vélos à la gare de Lagarde dans le Var.
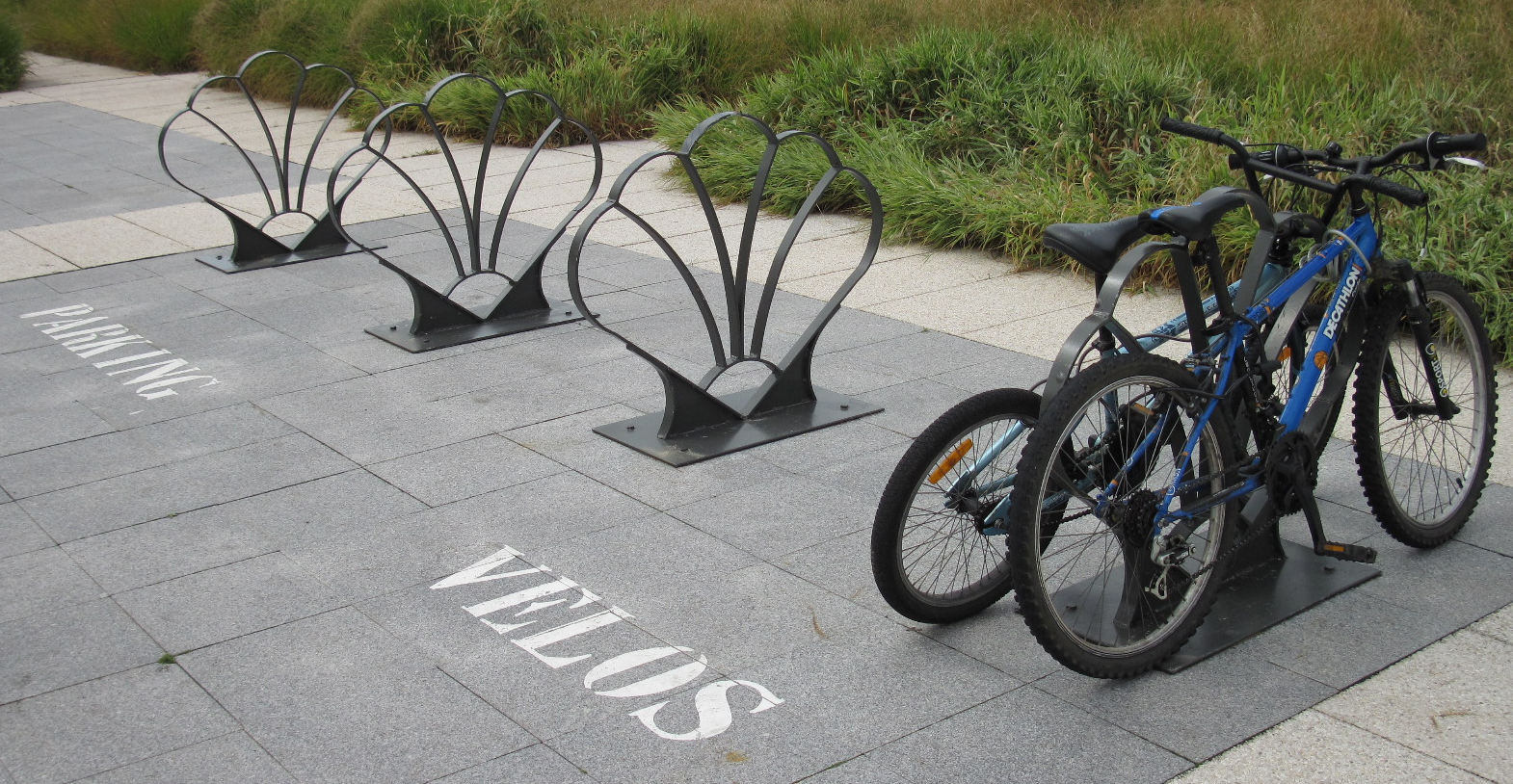
Arceaux à vélos à Dieppe.

### Mobilier urbain aménagé

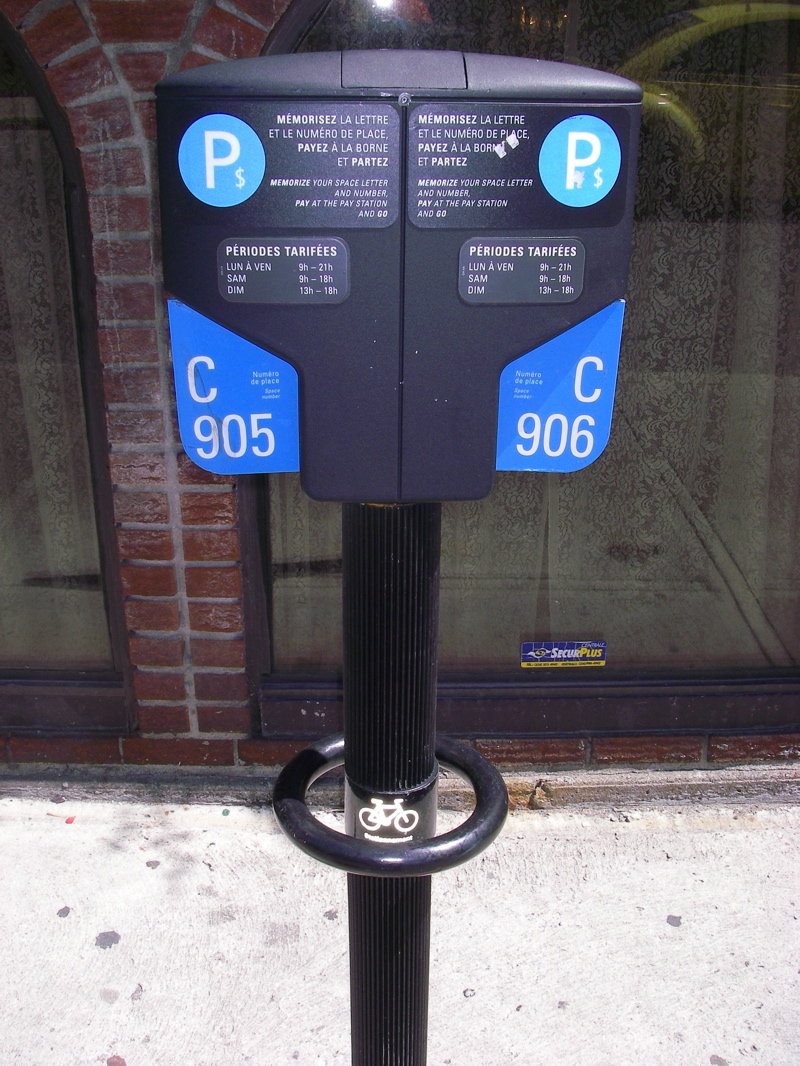
Un parcmètre canadien permettant également le stationnement vélo.

Le stationnement au mobilier urbain ou aux poteaux supportant des panneaux de signalisation est généralement interdit, même si fréquent. Mais il existe des initiatives permettant de transformer certains mobiliers urbains en stationnement cyclable. Ce type de stationnement est alors très proche de l'arceau à vélo.

### Arceaux temporaires
Le stationnement sur des arceaux temporaires surveillés permet de sécuriser au maximum et d'offrir des services premium aux cyclistes afin de leur permettre de venir sereinement sur un lieu d'événement, de travail de commerce ou d'institution.

### Garages publics fermés
Un garage à vélo fermé est une structure conçue pour le stationnement des vélos, protégée par des murs et une porte verrouillable permettant un accès contrôlé et sécurisé. Il offre une sécurité accrue contre le vol et les intempéries, par rapport à un stationnement ouvert. Les garages à vélo fermés peuvent être des installations permanentes ou temporaires, et varient en tailles, matériaux et designs.

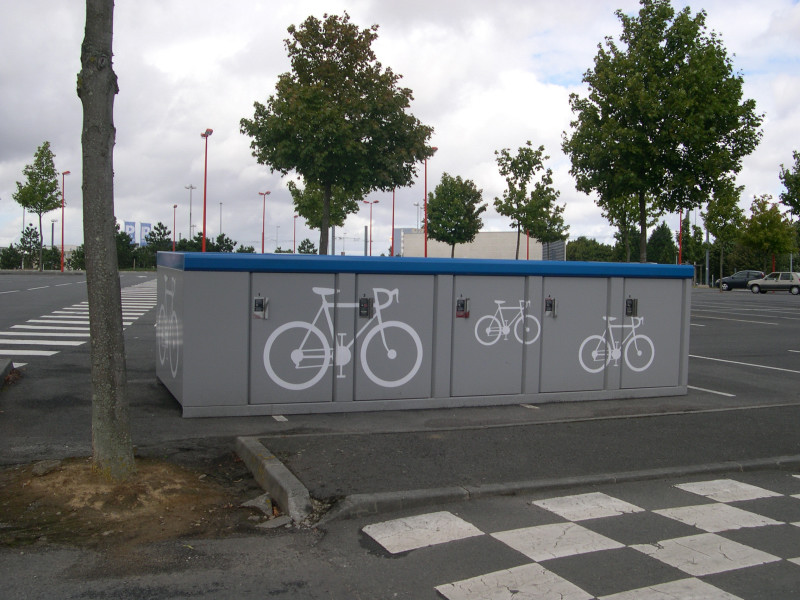
Garage à vélo fermé, sur un parking relai du tramway de Caen.
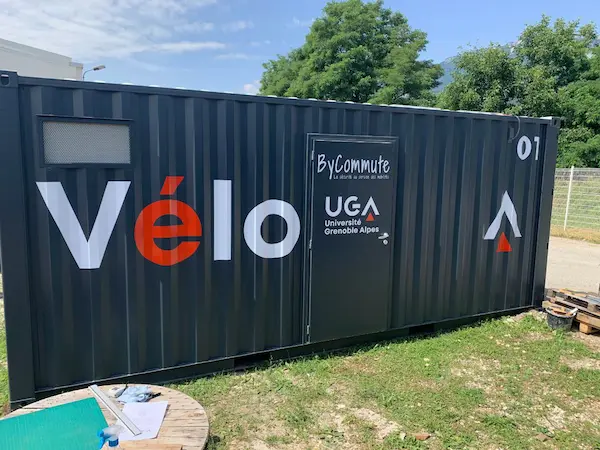
Un abri vélo conçu sur la base d'un conteneur maritime.

### Garages privés
En France, le Code de la construction et de l'habitation impose désormais la création d'espaces réservés au stationnement sécurisé des vélos dans les immeubles neufs. La quantité et les caractéristiques de ces espaces varient selon la destination du bâtiment (habitat, bureaux, service public...). Le premier guide officiel français de référence relatif aux dimensions et aux caractéristiques techniques pour le stationnement des vélos dans les espaces privés a été publié en 2013, conjointement par le ministère de l'Écologie et le ministère du Logement, à l'initiative du coordonnateur interministériel pour le développement de l’usage du vélo.